# Mafioso
Mafioso és una pel·lícula italiana d'humor negre del 1962 dirigida per Alberto Lattuada i protagonitzada per Alberto Sordi, un treballador de fàbrica que visita la seva ciutat natal a Sicília i rep l'encàrrec d'executar un cop per la màfia. Va rebre la Conquilla d'Or al Festival Internacional de Cinema de Sant Sebastià 1963.
Martin Scorsese la considera una de les seves pel·lícules de gàngsters preferides.

## Sinopsi
Antonio Badalamenti, sicilià que s'ha instal·lat durant molts anys al nord d'Itàlia i treballa en una fàbrica d'automòbils a Milà, pren unes vacances amb la seva família, deixant enrere les comoditats modernes de casa seva al nord d'Itàlia, per visitar el seu poble d'infància a Sicília. En arribar a casa, presenta la Marta, la seva dona rossa, del nord d'Itàlia, a la seva mare, el seu pare i altres parents.
Mentre que la seva dona pateix les condicions relativament rústiques de la ciutat natal del seu marit i té problemes per adaptar-se a la cultura de Sicília, Antonio retroba els amics de la seva infantesa. També ret visita al don local, Don Vincenzo, que és capo del crim. Li explica alguns problemes que ha tingut per comprar una propietat a l'illa; el capo resol l'afer però, a canvi, Antonio tindrà l'encàrrec de fer un cop per la màfia. Com que no té antecedents, sembla un candidat perfecte.
Una nit, mentre la seva dona dorm, Antonio abandona el que suposadament és una sortida de cacera amb els seus amics. En realitat, es troba dins d'una caixa de fusta i marxa de contraban a bord d'un avió als Estats Units, on és traslladat a la ciutat de Nova York per dur-hi a terme la seva tasca. En acabat, torna a Sicília de la mateixa manera i arriba a casa com si tornés de caça. Afectat pel que ha fet, torna a la seva feina eficient a la fàbrica d'automoció.

## Repartiment
- Alberto Sordi - Antonio Badalamenti
- Norma Bengell - Marta
- Gabriella Conti - Rosalia
- Ugo Attanasio - Don Vincenzo
- Cinzia Bruno - Donatella
- Katiusca Piretti - Patrizia
- Armando Tine - Dr. Zanchi
- Lilly Bistrattin - Secretària del Dr. Zanchi
- Michèle Bailly - Jove baronessa
- Francesco Lo Briglio - Don Calogero
- Carmelo Oliviero - Don Liborio

## Premis
A part de la Conquilla d'Or de 1963, fou nominada al Nastro d'Argento de 1963 al millor actor i al millor guionista i ha estat seleccionada als 100 film italiani da salvare.